# مارتی بلر
مارتی بلر (انگلیسی: Marty Beller؛ زادهٔ ۱۰ ژوئیهٔ ۱۹۶۷) موسیقی‌دان و ترانه‌پرداز اهل ایالات متحده آمریکا است.